# Copperhead
În anii 1860 în Statele Unite, Copperheads, cunoscuți și sub numele de Democrații Păcii (în engleză Peace Democrats) erau o facțiune a Partidului Democrat din Uniune care se opunea Războiului Civil American și dorea un acord imediat de pace cu Confederații.
Republicanii au început să-i eticheteze pe democrații anti-război „copperheads” după „copperhead⁠(d)” (Agkistrodon contortrix), o specie de șarpe veninos. Acei democrați au îmbrățișat numele, reinterpretând denumirea literal („cap-de-aramă”) ca o întruchipare a Libertății, pe care au tăiat-o din monedele mari de un cent Liberty Head⁠(d) și au purtat-o cu mândrie ca insigne. În schimb, susținătorii democrați ai războiului au fost numiți democrați ai războiului. Printre cei mai de seamă Copperheads s-au numărat doi membri ai Congresului Democrat din Ohio: reprezentanții Clement L. Vallandigham și Alexander Long. Procurorii republicani i-au acuzat pe câțiva Copperheads proeminenți de trădare într-o serie de procese în 1864.
Copperheadismul a fost o mișcare populară⁠(d) foarte controversată. Avea cea mai puternică bază la nord de râul Ohio și în unele secții etnice urbane. În statul Ohio, poate spre deosebire de Indiana și Illinois, comitatele care aveau majorități de democrați ai păcii erau mai cu seamă din cele care nu erau de-a lungul râului Ohio, ci mai mult în părțile centrale și nord-vestice ale statului. Istorici precum Wood Gray, Jennifer Weber și Kenneth M. Stampp au susținut că a reprezentat un element tradiționalist alarmat de modernizarea rapidă a societății susținută de Partidul Republican și că priveau înapoi la democrația jacksoniană⁠(d) pentru inspirație. Weber susține că Copperheads au îngreunat efortul de război al Uniunii opunându-se recrutării, încurajând dezertarea și formând conspirații. Alți istorici spun însă că proiectul era deja discreditat și că republicanii au exagerat foarte mult conspirațiile din motive partizane.
Istoricii precum Gray și Weber susțin că Copperheads erau inflexibil înrădăcinați în trecut și erau naivi cu privire la refuzul confederaților de a se întoarce în Uniune. Convinși că republicanii distrugeau lumea tradițională pe care ei o iubeau și că erau partizani obstrucționiști. La rândul lor, Copperheads au devenit o țintă semnificativă a Partidului Uniunii Naționale la alegerile prezidențiale din 1864, unde au fost folosiți pentru a-i discredita pe cei mai importanți candidați democrați.
Sprijinul pentru Copperheads a crescut când armatele Uniunii au avut rezultate proaste și a scăzut când au obținut mari victorii. După căderea Atlantei⁠(d) în septembrie 1864, succesul militar al Uniunii părea asigurat, iar Copperheadismul s-a prăbușit.

## Numele

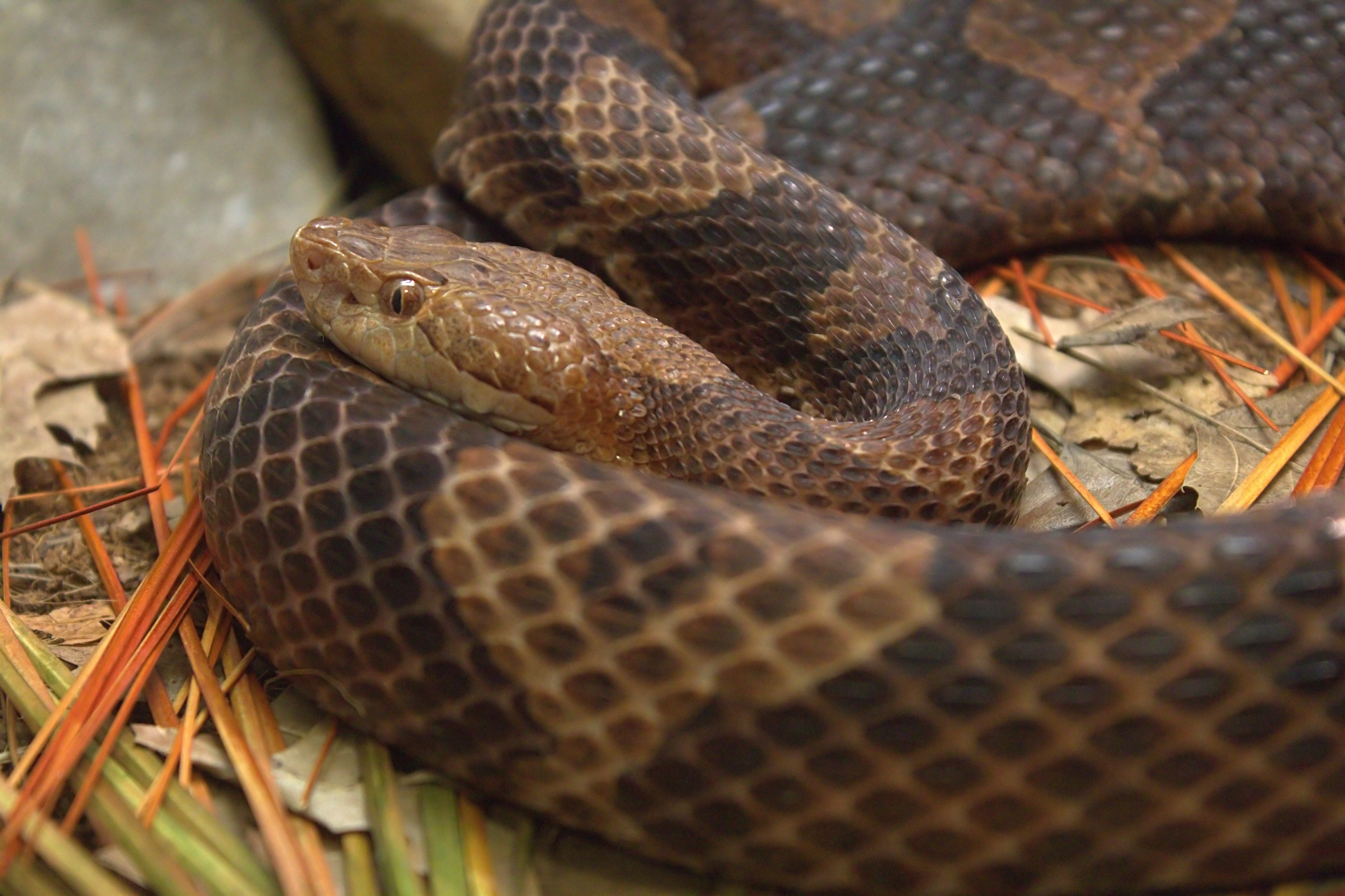
Copperhead răsăritean, șarpe veninos cu o colorație bine adaptată pentru camuflaj

O posibilă origine a numelui a provenit dintr-un articol de ziar din New York Times din aprilie 1861, care spunea că, atunci când factorii poștali din Washington, DC, au deschis un sac de corespondență provenit dintr-un stat aflat acum în Confederație:
„Acum o zi sau două, când unul din sacii de corespondență venind din Sud prin Alexandria, a fost golit în curtea Oficiului Poștal, a căzut din el și s-a spart o cutie – din care au ieșit doi copperheads, unul de patru picioare și jumătate lungime, altul de vreo trei. Cel mai mare era amorțit și a fost omorât cu ușurință; celălalt era mai vioi și veninos, și a fost stârpit cu dificultate și pericol. Ce să credem noi despre oameni care recurg la asemenea arme de război.”

## Agendă

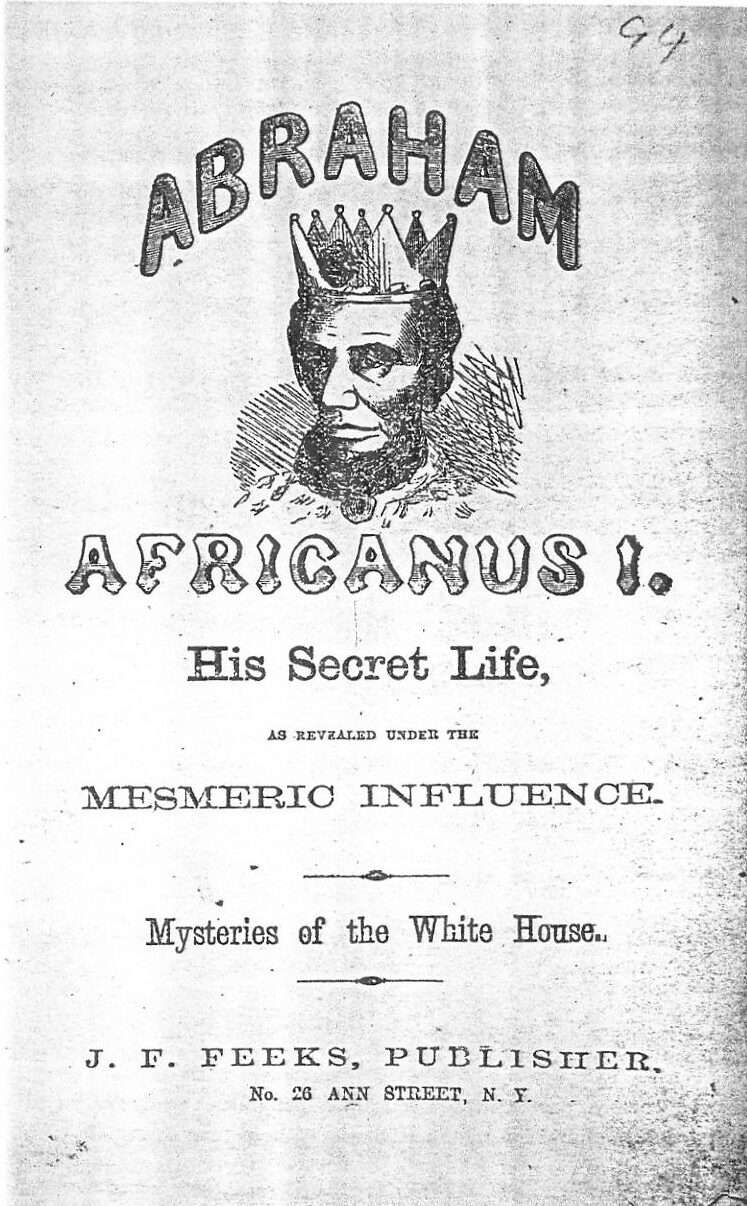
Pamflet Copperhead din 1864 de Charles Chauncey Burr, un redactor de revistă din New York City

În timpul Războiului Civil American (1861–1865), Copperheads susțineau Uniunea la nivel declarativ, dar se opuneau cu fermitate războiului, pentru care dădeau vina pe aboliționiști⁠(d). Ei cereau pace imediată și s-au opus legilor de recrutare în armată. Ei voiau ca președintele Abraham Lincoln și republicanii să fie înlăturați de la putere, considerându-l pe președinte a fi un tiran care distruge valorile republicane⁠(d) americane cu acțiuni despotice și arbitrare.
Unii Copperheads au încercat să-i convingă pe soldații Uniunii să dezerteze. Ei au vorbit despre a-i ajuta pe prizonierii de război confederați să evadeze din lagărele de prizonieri. Uneori se întâlneau cu agenți confederați și primeau bani. Confederația le-a încurajat activitățile ori de câte ori a fost posibil.

## Presă
Copperheads aveau numeroase ziare importante, dar redactorii lor nu s-au aliat niciodată între ei. În Chicago, Wilbur F. Storey a făcut din Chicago Times cel mai vituperant inamic al lui Lincoln. Journal of Commerce din New York, la început aboliționist, a fost vândut unor noi proprietari care au devenit Copperheads, care astfel au obținut o voce importantă în cel mai mare oraș. Un redactor tipic a fost Edward G. Roddy, proprietarul ziarului Genius of Liberty din Uniontown, Pennsylvania. El era un democrat intens partizan, care îi considera pe afro-americani o rasă inferioară și pe Lincoln drept un despot și un nebun. Deși a susținut efortul de război în 1861, el dădea vina pe aboliționiști pentru prelungirea războiului și a denunțat guvernul ca fiind din ce în ce mai despotic. În 1864, el ajunsese să ceară pacea cu orice preț.
Metropolitan Record al lui John Mullaly a fost ziarul oficial catolic din New York City. Reflectând opinia irlandezilor americani⁠(d), el a susținut războiul până în 1863 înainte de a deveni o portavoce Copperhead. În primăvara și vara lui 1863, ziarul și-a îndemnat cititorii din clasa muncitoare irlandeză să urmărească rezistența armată față de recrutarea adoptată de Congres la începutul anului. Când a început recrutarea în oraș, euro-americanii⁠(d) din clasa muncitoare, în mare parte irlandezi, au răspuns cu revolte violente⁠(d) din 13 până în 16 iulie, linșând, bătând și înjunghiind peste 100 de negri din New York și incendiind întreprinderi și instituții deținute de negri, inclusiv Colored Orphan Asylum, un orfelinat pentru 233 de copii de culoare. La 19 august 1864, John Mullaly a fost arestat pentru incitarea la rezistență față de recrutare.
Chiar și într-o eră a jurnalismului extrem de partizan, ziarele Copperhead erau remarcabile pentru retorica lor plină de furie. Editorul ziarului din Wisconsin, Marcus M. Pomeroy, democratul La Crosse, s-a referit la Lincoln drept „ciuperca din pântecul corupt al bigotismului și fanatismului” și un „tiran mai rău și măcelar mai inuman decât a existat din vremea lui Nero ... Cine votează pentru Lincoln acum este un trădător și un criminal... Și dacă este ales să ne mai guverneze la fel de rău încă patru ani, avem încredere că o mână îndrăzneață îi va străpunge inima cu vârful pumnalului pentru binele public".

## RezistențaCopperhead
Copperheads vorbeau uneori despre rezistență violentă și, în unele cazuri, au început să se organizeze. Cu toate acestea, ei nu au dus niciodată la bun sfârșit vreun atac organizat. Ca adversari ai războiului, Copperheads erau suspectați de neloialitate, iar liderii lor erau uneori arestați și ținuți luni de zile în închisori militare fără proces. Un exemplu celebru a fost Ordinul general 38 al generalului Ambrose Burnside din 1863, emis în Ohio, care a făcut ca criticarea războiului în orice fel să constituie o infracțiune (judecată în instanță militară). Ordinul a fost folosit pentru arestarea congresmanului de Ohio Clement L. Vallandigham atunci când a criticat ordinul în sine. Cu toate acestea, Lincoln i-a comutat pedeapsa cerându-i să se exileze în Confederație.

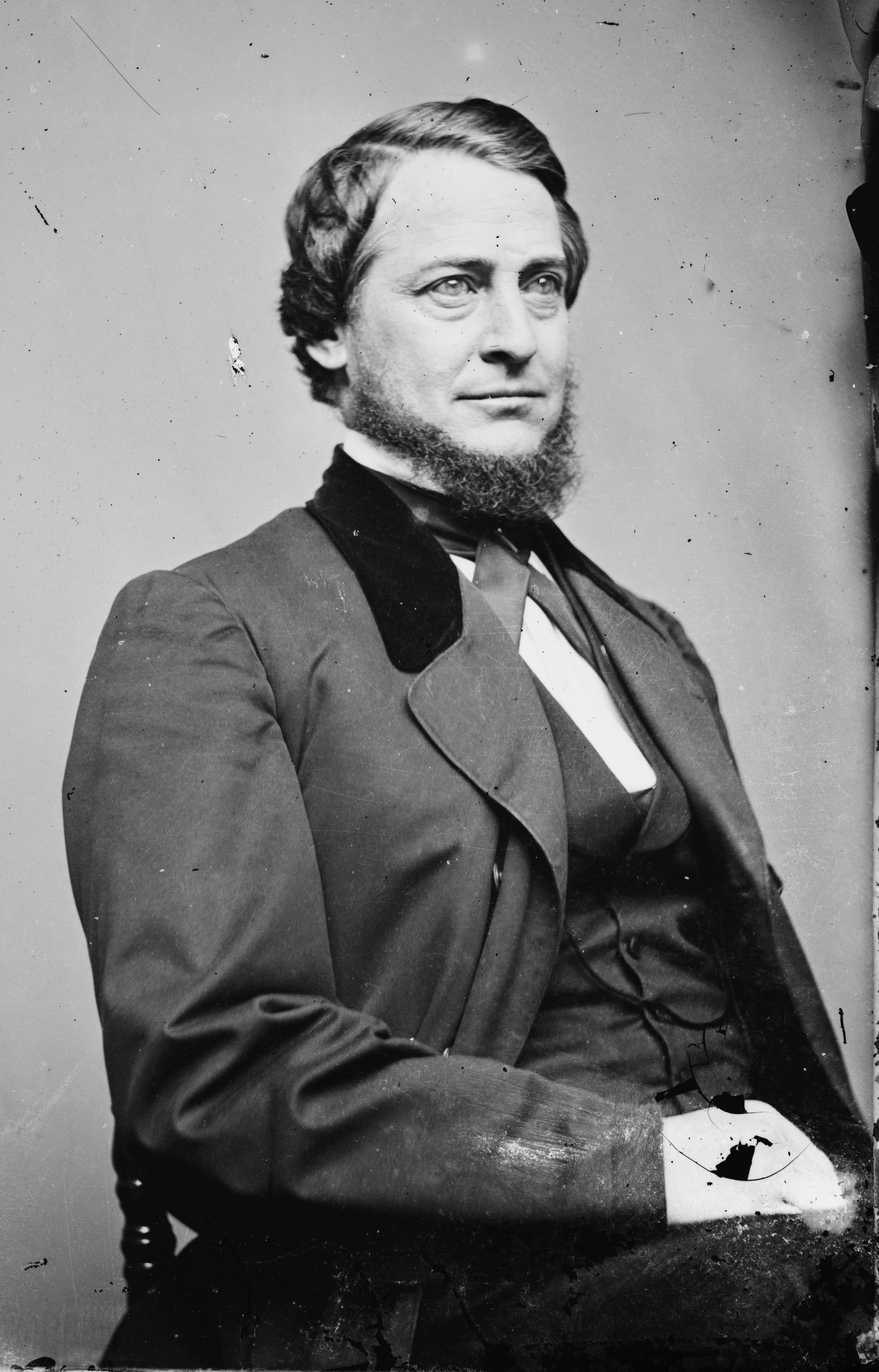
Clement Vallandigham, liderul Copperheads, a inventat sloganul: „Să menținem Constituția așa cum este și să restabilim Uniunea așa cum a fost”.

Probabil cel mai mare grup Copperhead au fost Cavalerii Cercului de Aur. Format în Ohio în anii 1850, a devenit politizat în 1861. S-a reorganizat ca Ordinul Cavalerilor Americani în 1863 și din nou la începutul lui 1864 ca Ordinul Fiilor Libertății, avându-l drept comandant pe Vallandigham. Unul din lideri, Harrison H. Dodd, a susținut răsturnarea violentă a guvernelor din Indiana, Illinois, Kentucky și Missouri în 1864. Liderii Partidului Democrat și o anchetă federală i-au zădărnicit „Conspirația din Nord-Vest”. În ciuda acestui regres al Copperheads, tensiunile au rămas ridicate. Răscoala din Charleston a avut loc în Illinois în martie 1864. Republicanii din Indiana au folosit apoi dezvăluirea senzațională a unei conspirații împotriva războiului formată de Copperheads prin elemente ale Fiilor Libertății pentru a-i discredita pe democrați la alegerile pentru Camere din 1864. Procesul militar al lui Lambdin P. Milligan și al altor Fii ai Libertății a scos la iveală planurile de eliberare a prizonierilor confederați deținuți în stat. Vinovații au fost condamnați la spânzurătoare, dar Curtea Supremă a intervenit în Ex parte Milligan⁠(d), spunând că aceștia ar trebui să fie judecați civil.
Majoritatea Copperheads au participat activ în politică. La 1 mai 1863, fostul congresman Vallandigham a declarat că războiul nu se ducea pentru a salva Uniunea, ci pentru a-i elibera pe negri și a-i înrobi pe albii din Sud. Armata SUA l-a arestat atunci pentru că și-a declarat simpatia față de inamic. A fost condamnat de o curte marțială militară la închisoare, dar Lincoln a comutat sentința în alungare în spatele liniilor confederate. Cu toate acestea, democrații l-au nominalizat pentru postul de guvernator al statului Ohio în 1863. A părăsit Confederația și a plecat în Canada, unde a făcut campanie pentru un post de guvernator, dar a pierdut după o luptă intensă. A operat în culise la convenția democrată din Chicago din 1864. Această convenție a adoptat o platformă în mare parte Copperhead și l-a ales pe congressmanul de Ohio George Pendleton (un cunoscut democrat al păcii) drept candidat la vicepreședinție. Pentru președinție a fost ales însă un candidat pro-război, generalul George B. McClellan. Contradicția a slăbit sever șansele partidului de a-l învinge pe Lincoln.

## Caracteristici
Valorile Copperheads reflectau democrația jacksoniană⁠(d) a unei societăți agrariene străvechi. Mișcarea Copperhead îi atrăgea pe sudiștii stabiliți la nord de râul Ohio și pe săracii și negustorii care pierduseră comerțul profitabil cu Sudul. Ei erau cei mai numeroși în zonele de graniță, inclusiv în părțile sudice ale statelor Ohio, Illinois și Indiana (în Missouri, grupurile comparabile erau confederați declarați).
Mișcarea avea baze de sprijin împrăștiate în afara Midwestului inferior. Un element Copperhead din Connecticut domina Partidul Democrat de acolo. Coaliția Copperhead cuprindea mulți irlandezi americani⁠(d) catolici din orașele estice, orașele industriale și taberele miniere (în special în zonele carbonifere din Pennsylvania). Erau numeroși și în zonele catolice germane⁠(d) din Midwest, în special în Wisconsin.
Istoricul Kenneth Stampp a surprins spiritul Copperhead în descrierea sa despre congresmanul Daniel W. Voorhees din Indiana:

## Istoriografie
Istoriografia mișcării Copperhead este străbătută de două întrebări centrale, și anume „Cât de gravă a fost amenințarea reprezentată de ei pentru efortul de război al Uniunii și, prin urmare, pentru supraviețuirea națiunii?” și „în ce măsură și cu ce justificare administrația Lincoln și alți oficiali republicani au încălcat libertățile civile pentru a limita amenințarea percepută?”.
Prima abordare academică a Copperheads la nivelul unei cărți întregi a fost The Hidden Civil War: The Story of the Copperheads (1942) de Wood Gray: în ea, Gray a condamnat „defetismul” Copperheads și a susținut că aceștia au servit în mod deliberat obiectivelor de război ale Confederației. Tot în 1942, George Fort Milton a publicat Abraham Lincoln și coloana a cincea, care i-a condamnat pe trădătorii Copperheads și l-a lăudat pe Lincoln ca apărător model al democrației.
Gilbert R. Tredway, profesor de istorie, în studiul său din 1973, Democratic Opposition to the Lincoln Administration in Indiana, a descoperit că majoritatea democraților din Indiana erau loiali Uniunii și doreau reunificarea națională. El a documentat că comitatele democrate din Indiana depășeau comitatele republicane la capitolul recrutarea soldaților. Tredway a constatat că sentimentul Copperhead nu era ceva obișnuit în rândul democraților din Indiana.
Principalii istorici care i-au prezentat pe Copperheads într-o lumină favorabilă au fost Richard O. Curry și Frank L. Klement. Klement și-a dedicat cea mai mare parte a carierei pentru a dezminți ideea că Copperheads ar fi reprezentat un pericol pentru Uniune. Klement și Curry au minimalizat activitățile trădătoare ale unor Copperheads, argumentând că Copperheads erau tradiționaliști care se opuneau cu înverșunare modernizării și care doreau să se întoarcă la vechile moduri de viață. Klement a susținut în anii 1950 că activitățile Copperheads, în special presupusa lor participare în societăți secrete trădătoare anti-Uniune, au fost în mare parte invenții false ale mașinilor de propagandă republicane menite să discrediteze democrații în timpul alegerilor. Curry îi vede pe Copperheads drept tradiționaliști săraci care luptă împotriva companiilor feroviare, băncilor și modernizării. În istoria sa standard, Battle Cry of Freedom⁠(d) (1988), James M. McPherson a afirmat că Klement a dus „revizionismul puțin prea departe. A existat un foc real sub acea perdea de fum a propagandei republicane”.
Copperheads: The Rise and Fall of Lincoln's Opponents in the North (2006) de Jennifer Weber este mai de acord cu Gray și Milton decât cu Klement. Ea susține că, în primul rând, sentimentul antirăzboi din Nord a fost puternic, atât de puternic încât democrații păcii au fost aproape de a prelua controlul asupra partidului pe la mijlocul anului 1864. În al doilea rând, ea arată că sentimentul pacifist a dus la diviziuni profunde și la violențe ocazionale în nord. În al treilea rând, Weber a concluzionat că mișcarea pentru pace a slăbit în mod deliberat efortul militar al Uniunii subminând atât înrolarea, cât și funcționarea recrutării. Într-adevăr, Lincoln a trebuit să deturneze trupele de la lupte pentru a redobândi controlul asupra orașului New York de la răzvrătiții anti-recrutare⁠(d) în 1863. În al patrulea rând, Weber arată modul în care atitudinile soldaților Uniunii au afectat luptele partizane de acasă. Respingerea Copperheadismului de către soldați și sprijinul copleșitor pentru realegerea lui Lincoln în 1864 au fost decisive în asigurarea victoriei Nordului și a conservării Uniunii. Atractivitatea Copperheads, susține ea, a crescut și a scăzut odată cu eșecurile și succesele Uniunii pe câmpul de luptă.